# ジャン・ピエール・レイ
ジャン・ピエール・レイ（仏: Jean Pierre Rey、1858年11月3日 - 1930年5月25日）は、キリスト教・カトリックのフランス人宣教師である。パリ外国宣教会所属で、1882年（明治15年）5月に来日し、1912年（明治45年）6月にカトリック東京大司教区の大司教（教区長）に就任した。

## 生涯
1858年（安政5年）11月3日、フランスローヌ県ジュリエナで生まれる。1878年（明治11年）より4年間、パリの宣教学校に入学。パリ外国宣教会に入会し、1882年（明治15年）3月4日、司祭に叙階された後、直ちに宣教師として日本に派遣され、同年5月に来日した。同年10月より浅草教会内の児童福祉施設「玫瑰（まいかい）学校」に仏文科教頭として4年間勤務した。
1888年（明治21年）1月、同施設に収容されていた孤児たちが青年へと成長し職業訓練等が必要になり、もっと大きな施設が必要となったため、高木甚三郎の協力を得て東京府小石川区関口台町（現在の文京区関口）に移転し、聖母仏語学校を設立した。レイはこの施設で孤児達の自立心を育成するため、パン製造や大工仕事などを習得させた。特にパン製造は成功を収め「関口パン」の愛称で呼ばれるほど周囲の住民たちの評判となった。同年12月には田中弘義と共に『和仏字書』を刊行した。
1900年（明治33年）6月、カトリック静岡教会の主任司祭に着任し、前任のミュガビュールの後を引継ぎ学校設立に尽力する。県や市の当局者と何度か協議を行い、また当時、名古屋に学校を設立しようとしていたサンモール修道会（後の幼きイエス会）の修道院長メール・セン・マルチドと交渉し、教会の土地建物を提供する事によって誘致に成功した。その後、1903年（明治36年）3月末に建物が完成し、同年4月9日、仏英女学校（後の静岡雙葉中学校・高等学校）が開校した。
1908年（明治41年）、健康を害したレイは転任を願い、横浜の会計職とサンモール修道院付司祭に転任し健康の回復に努めた。
1912年（明治45年）6月、前任のフランソワ・ボンヌの死去を受けて後任の東京大司教に任命され、同年7月25日に自らが設計したカトリック関口教会の聖堂で司教に叙階されて着座し、1927年（昭和2年）に引退するまで重要な任務を遂行した。引退後は本郷教会に移り住み、1930年（昭和5年）5月25日に軽井沢にて死去した。